# Ropica granuliscapa
Ropica granuliscapa är en skalbaggsart som beskrevs av Stephan von Breuning 1942. Ropica granuliscapa ingår i släktet Ropica och familjen långhorningar.
Artens utbredningsområde är Myanmar. Inga underarter finns listade i Catalogue of Life.